# الثغر الأعلى

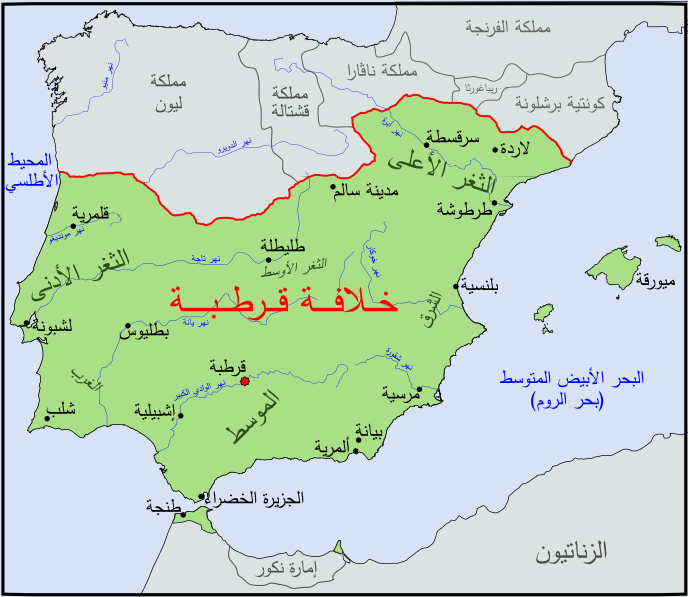

الثغر الأعلى هو أحد ثلاث أقسام كانت مقسمة إليها حدود الدولة الأموية في الأندلس. كان الثغر الأعلى يمثل حدود الدولة مع مملكة نافارا وكونتية برشلونة، وكانت سرقسطة عاصمة الثغر الأعلى، كما ضم الثغر الأعلى مدن لاردة وتطيلة ووشقة وطرطوشة ومدينة سالم وقلعة أيوب وبربطانية وبربشتر. ظل الثغر الأعلى جزءً من الدولة الأموية في الأندلس إلى أن استقل به المنذر بن يحيى التجيبي في فترة فتنة الأندلس مؤسسًا بذلك طائفة سرقسطة إحدى ممالك الطوائف.

## التاريخ
في عام 95 هـ/714 م، افتتح موسى بن نصير وطارق بن زياد سرقسطة ومدن الثغر الأعلى لتنضم بذلك إلى ولاية الأندلس الأموية، واختار المسلمون سرقسطة لتكون قاعدة للثغر الأعلى. تزامن استقلال عبد الرحمن الداخل بالأندلس عام 138 هـ/756 م، مع تشكّل الكونتيات المسيحية في المناطق الشمالية من شبه الجزيرة الأيبيرية واستقلالها عن حكم الإمبراطورية الكارولنجية، فاستقلت كونتية أورغل وكونتية سردانية، ومن بعدها كونتية برشلونة. حاول شارل مارتل التدخل في الشأن الأندلسي عن طريق دعم تمرد سليمان الأعرابي على سلطة الأمويين في قرطبة، فعبر بجيشه جبال البرانس عام 161 هـ/778 م لدعمه، إلا أن مقاومة الحسين بن يحيى الأنصاري والي الثغر أحبطت مخطط شارل مارتل للاستيلاء على سرقسطة، مما دعاه للانسحاب عبر ممر رونسفال، مما عرّض مؤخرة جيشه لهزيمة ساحقة على يد تحالف من البشكنس والمسلمين.
ومنذ منتصف القرن التاسع الميلادي، كان الثغر الأعلى مسرحًا لحركات التمرد المتتابعة ضد السلطة الأموية في قرطبة، والتي قادها أسرة بني قسي المولدين الذين كانت تربطهم علاقات نسب مع أمراء البشكنس المجاورين، والذين استعان بهم الأمير محمد بن عبد الرحمن ليكون خط دفاع أولي ضد محاولات الكارلونجيين والبشكنس للتعدي على أراضي المسلمين في الشمال. وقد تنامت قوة تلك الأسرة حتى غدا زعيمها موسى بن موسى يعد ثالث ملوك أيبيريا بعد الأمير محمد بن عبد الرحمن أمير قرطبة وراميرو الأول ملك أستورياس، وظل كذلك إلى أن هُزم أمام أردونيو الأول ملك أستورياس عام 246 هـ/860 م في معركة مونت لاتورثي. ظل بنو قسي يحكمون الثغر الأعلى دون منازع بعيدًا عن السلطة المركزية الضعيفة في قرطبة، حتى رأى الأمير عبد الله بن محمد أن يكسرهم عن طريق مساندته لبني تجيب اليمانيين حكام دروقة وقلعة أيوب لينازعوا بني قسي الحكم في الثغر الأعلى.
استطاع بنو تجيب أن ينتزعوا حكم الثغر الأعلى من بني قسي بمساندة من أمراء قرطبة إلى أن نجح الأمير عبد الرحمن بن محمد في اقتلاعهم نهائيًا من آخر معاقلهم في تطيلة عام 312 هـ/924 م، وأقر محلهم بني تجيب الذين دام حكمهم للثغر نحو قرن من الزمان تحت إمرة الدولة الأموية في الأندلس. رغم ذلك حاول بنو تجيب التمرد على سلطة الأمويين بعد أن تمكنوا من سلطة الثغر، فأرسل عبد الرحمن الناصر لدين الله عددًا من الحملات بين عامي 323 هـ/935 م - 325 هـ/937 م نجحت في إعادة زعيمهم محمد بن هاشم التجيبي إلى الولاء للأمويين. دامت بعد ذلك فترة من السلام والموالاة من قبل التجيبيين للسلطة المركزية في قرطبة خلال السنوات التالية، حتى دخلت الدولة الأموية في طور الانهيار بعد أحداث الفتنة التي ضربت الأندلس في بداية القرن الخامس الهجري، والتي نتج عنها ما يعرف ممالك الطوائف، والتي استغل المنذر بن يحيى التجيبي أحداثها وأسس ما عرف بطائفة سرقسطة.